# Hajworon (rejon wołodarski)
Hajworon (ukr. Гайворон) – wieś na Ukrainie w rejonie białocerkiewskim należącym do obwodu kijowskiego.

## Pałac
- pałac od frontu posiadał portyk z rzędem sześciu kolumn[1], po trzy po obu stronach głównego wejścia.